# Panysinus nicholsoni
Panysinus nicholsoni är en spindelart som först beskrevs av Pickard-Cambridge O. 1899.  Panysinus nicholsoni ingår i släktet Panysinus och familjen hoppspindlar. Inga underarter finns listade i Catalogue of Life.